# Лаубах (Хунсрюк)
Лаубах (нем. Laubach) — община в Германии, в земле Рейнланд-Пфальц.
Входит в состав района Рейн-Хунсрюк. Подчиняется управлению Зиммерн. Население составляет 417 человек (на 31 декабря 2010 года). Занимает площадь 10,02 км².

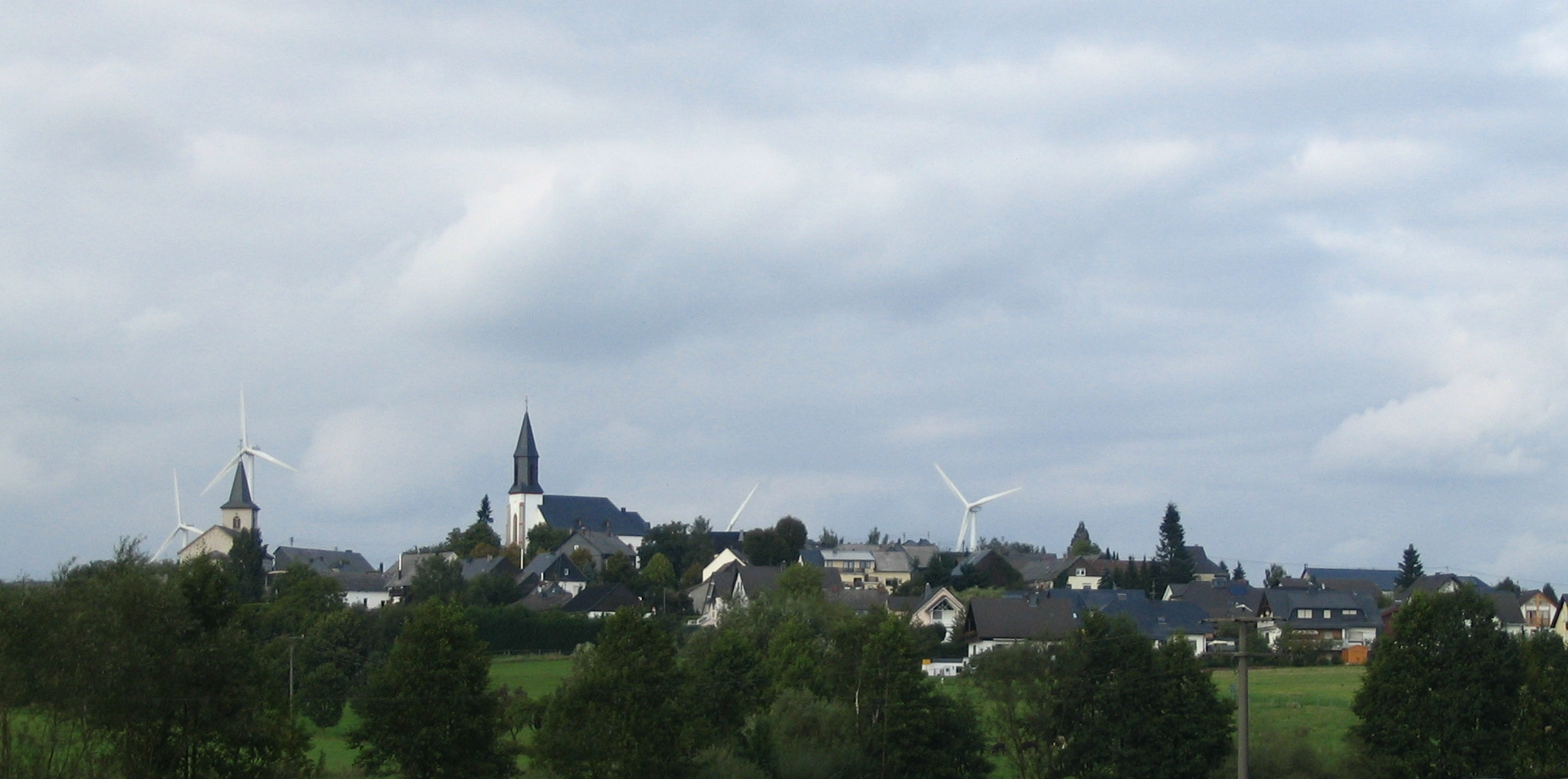
Лаубах (Хунсрюк)